# Ilja Kovtun
Ilja Jurijovyč Kovtun (ukrajinsky Ілля Юрійович Ковтун * 10. srpna 2003 Čerkasy, Ukrajina)  je ukrajinský sportovní gymnasta. Na letních olympijských hrách v roce 2024 v Paříži získal stříbrnou medaili na bradlech. 

Má také dvě medaile ze světových šampionátů - v roce 2023 získal stříbrnou medaili v Antverpách v Belgii, v roce 2021 bronz v japonském Kitakjúšú.

## Osobní život
Kovtun se narodil ve městě Čerkasy. Rodiče ho ve třech letech přihlásili do gymnastických kurzů, které navštěvoval se starší sestrou. 
Mezi jeho gymnastické hrdiny patří Ukrajinci Oleg Verňajev a Igor Radivilov.

## Ocenění
V prosinci 2021 byl Kovtun oceněn titulem Zasloužilý mistr sportu Ukrajiny.